# Shigella dysenteriae

## Allmänt
Shigella dysenteriae är en gramnegativ, fakultativ anaerob, stavformad bakterie   som ingår i släktet ”Shigella”, innefattande 4 arter: ”Shigella dysenteriae”, ”Shigella flexneri”, ”Shigella boydii” och ”Shigella sonnei”. 
Den allvarligaste formen av Shigellainfektioner är ”Shigella dysenteriae” typ 1, som ligger bakom flest shigellarelaterade dödsfall hos speciellt unga barn i utvecklingsländer men kan även i länder som Sverige och framkalla allvarlig sjukdom. Shigella sprids vanligtvis genom förorenat vatten eller mat men också via direktkontakt och det krävs mycket små bakteriemängder för att framkalla tarmsjukdom med symptom som diarré med blodig avföring och magkramper. 
Varje år drabbas över 160 miljoner människor världen över av Shigellainfektioner, som orsakar över 1 miljon dödsfall. S. dysenteriae infekterar tjocktarmens epitelceller, där den förökar sig, sprider sig till angränsande celler och därigenom orsakar omfattande vävnadsskada i form av blödning och inflammation i tarmslemhinnan, ibland med påföljande celldöd . Idag finns ännu inget färdigt vaccin mot S. dysenteriae .

## Historia och förekomst
Shigella fick sitt namn av den japanske vetenskapsmannen Shiga. Organismen har många likheter med genuset (släktet) Escherichia, och härstammar troligen från samma släkte.  Under 1700- och 1800-talen var shigellainfektion en mycket vanlig och allvarlig sjukdom i Sverige. I tredje världen orsakar shigellainfektioner fortfarande många dödsfall och är än idag en allvarlig sjukdom framför allt hos barn. I Sverige rapporteras nu omkring 400–600 fall per år, där cirka 80 procent har smittats i andra länder, framför allt i turisttäta länder som Egypten och Indien. S. dysenteriae återfinns på många platser runt hela världen, men är koncentrerad till överbefolkade områden där befolkningen lider av undernäring, har dålig avfallshantering och dricksvattenförsörjning. S. dysenteriae orsakar bacillär dysenteri i delar av Afrika, Sydostasien och den indiska subkontinenten .
I utvecklingsläder där saniteten är dålig står S. dysenteriae för 10 till 20 procent av de tarmsjukdomar som förekommer. 50 procent av de människor som lider av blodiga diarrér i utvecklingsländer kan härledas till S. dysenteriae.
Människan är den enda naturliga värden för Shigella dysenteriae, men husflugan kan fungera som vektor för överföring och spridning av bakterien, som även har hittats i förorenad mat och vatten. Den överlever dock mycket sällan längre tid utanför människokroppen , men har i vissa fall setts kunna överleva i parasiten Entamoeba histolyticas vakuoler . Liksom S. Dysenteriae kan även Escherichia coli, orsaka dysenteri .

## Sjukdom och livscykel
Sjukdomen Shigellos orsakas av att S. dysenteriae invaderar tjocktarmslemhinnans epitelceller, vilket leder till sår och inflammation i slemhinnan . 
Bakterien utsöndras med avföring och sprids främst genom smittade födoämnen, exempelvis grönsaker som sköljts med infekterat avloppsvatten samt kontaktsmitta från person till person .
De första sjukdomssymtomen är vanligen måttlig feber och diarré, där blodig avföring förekommer. Detta kan leda till stora vätskeförluster, speciellt hos barn och äldre. Insjukningstiden är vanligtvis två till tre dygn  och symtomen är ofta buksmärtor, feber, kräkningar, uttorkning, kramper, diarré och/eller blodig och slemmig avföring . 
De flesta som blivit smittade återhämtar sig inom 7-10 dagar, dock kan allvarliga komplikationer uppstå, såsom metabola störningar, sepsis (blodförgiftning), kramper, rektal prolaps, toxisk megakolon, tarmperforation och hemolytisk-uremiskt syndrom . Dessa komplikationer är också vanligast hos dem som infekterats av S. dysenteriae än någon av de andra besläktade bakterierna i gruppen Shigella .  
Bakterien tar sig in i tjocktarmcellerna genom att framkalla endocytos (vesikelmedierat upptag av extracellulärt material in i en cell). Väl inne i cellen kommer bakterien att lysera den omslutande vesikeln och föröka sig i tarmcellens cytoplasma. Genom att fästa till och omorganisera cellskelettets globulära proteiner, så kallade aktinfilament, som ligger under plasmamembranet, sprider bakterien sig vidare till intilliggande tarmceller . 
S. dysenteriae utsöndrar ett gift, Shigatoxin, vilket hämmar värdcellens proteinsyntes. Bakterien stimulerar frisättning av det immunförsvarsmodulerande signalproteinet Interleukin 1 (IL-1), som ökar tillströmningen av vita blodkroppar till det infekterade området, vilket leder till att infekterade enterocyterna går i apoptos (celldöd). 

## Förebygga och behandla
Något vaccin för Shigellainfektioner finns ännu inte, men olika inaktiverade och försvagade (attenuerade) vaccin håller på att testas . 
Den extremt höga virulensen  och låga infektionsdosen på ca 10-100 bakterier medför snabb spridning av sjukdomen, varför en god hygien är en mycket viktig begränsningsfaktor . Antimikrobiella läkemedel kan förkorta sjukdomstillståndet och minska spridningen av Shigella till andra människor , och svår dysenteri behandlas därför vanligen med antibiotika: ampicillin, trimetoprim-sulfametoxazol, eller 4-fluorquinolone såsom ciprofloxacin hos patienter över 17 år . Läkare uppmanas på grund av bakteriens smittsamhet att vara generösa med antibiotikabehandling, speciellt förskolebarn och personal inom riskyrken som livsmedelshantering och specialvård framhävs som epidemiologiskt viktiga grupper som bör få snar behandling . 
Förebyggande åtgärder som kan minska risken för sjukdom och smittspridning är säker hantering och bearbetning av livsmedel samt dricksvatten, god handhygien, speciellt efter toalettbesök, amning av spädbarn och kontroll av möjliga smittbärare för bakterien, såsom flugor . För att få kontroll över dödligheten följande Shigellainfektioner krävs förebyggande arbete, speciellt hos barn som lever i länder med hög förekomst av undernäring .
I Sverige klassas Shigellainfektion enligt smittskyddslagen som en allmänfarlig anmälningspliktig sjukdom, vilket innebär att inträffade fall ska anmälas till landstingets smittskyddsläkare samt till Smittskyddsinstitutet (SMI) .
Shigella dysenteriae och antibiotikaresistens
S. dysenteriae kan läka ut på egen hand eller behandlas med olika antibiotikapreparat. Det finns dock rapporter som tyder på en viss antibiotikaresistens under senare år , vilket även begänsar urvalet effektiva läkemedel . Den multiresistenta utvecklingen av bakterien ses framför allt i Sydostasien .  S. dysenteriae var inte vanligt förekommande i Bangladesh men ökade kraftigt för några år sedan . Tidigare var det Shigella flexneri som var den dominanta av de olika Shigellaarterna . Denna sistnämnda art visade en liten ökning i resistens mot den förekommande antibiotikan “TMP-SMX” och ampillicin . Under de senaste 30 åren har S. dysenteriae utvecklats drastiskt och genomgått genetiska förändringar; de första fallen av TMP-SMX-resistens upptäcktes september 1982 och 1984. De senaste åren har S. dysenteriae visats öka sin resistens även mot ampillicin. 